# Chacornac (månekrater)
Chacornac er et nedslagskrater på Månen. Det befinder sig øst for Mare Serenitatis på Månens forside og er opkaldt efter den franske astronom Jean Chacornac (1823 – 1873).
Navnet blev officielt tildelt af den Internationale Astronomiske Union (IAU) i 1935.

## Omgivelser
Chacornackrateret er forbundet med den sydøstlige rand af Posidoniuskrateret og ligger nord for Le Monnierkrateret.

## Karakteristika
Kraterets rand har en noget forvredet, nærmest pentagonal form, som især mod nordvest, hvor det er forbundet med randen af Posidonius, forekommer noget uregelmæssig. Den lavaoversvømmede kraterbund er irregulær og ujævn og indeholder det system af svage riller, som hedder Rimae Charocnac. Der er ingen central top og intet spor af et strålesystem. Området omkring krateret er meget ujævnt, og der er en bakket, skrånende vold mod vest.

## Satellitkratere
De kratere, som kaldes satellitter, er små kratere beliggende i eller nær hovedkrateret. Deres dannelse er sædvanligvis sket uafhængigt af dette, men de får samme navn som hovedkrateret med tilføjelse af et stort bogstav. På kort over Månen er det en konvention at identificere dem ved at placere dette bogstav på den side af satellitkraterets midte, som ligger nærmest hovedkrateret. Chacornackrateret har følgende satellitkratere:
| Chacornac | Længde  | Bredde  | Diameter |
| --------- | ------- | ------- | -------- |
| A         | 29,8° N | 31,5° Ø | 5 km     |
| B         | 29,8° N | 31,9° Ø | 6 km     |
| C         | 30,8° N | 32,6° Ø | 4 km     |
| D         | 30,6° N | 33,6° Ø | 26 km    |
| E         | 29,4° N | 33,7° Ø | 22 km    |
| F         | 29,2° N | 32,9° Ø | 26 km    |

## Måneatlas
- Billeder af Chacornackrateret i LPI-måneatlasset